# Име: Добрица, презиме: непознато
Име: Добрица, презиме: непознато је српски филм из 2016. године, који је режирао Срђа Пенезић, по сценарију који је са њим написао прослављени глумац Славко Штимац, а који у овом филму тумачи и насловну улогу.
Филм је светску премијеру имао 26. августа 2016. године на Филмском фестивалу у Монтреалу, док је премијеру у Србији имао 13. септембра 2016. године у Лесковцу на Деветом интернационалном фестивалу филмске режије „Лајф”.

## Радња
Бајка за одрасле о томе какав би свијет био када човјек не би био човјеку вук. Добрицу живот није мазио. Још као бебу, родитељи су га напустили те је бачен на отпад. Иако је већи дио живота провео у сиротишту и затвору, захваљујући благој нарави он у људима види само добро. Они се првобитно смију Добричиној наивности, но његова простодушност брзо их разоружа. А онда се Добрица заљуби у жену с друштвене маргине – проститутку и наркоманку.

## Улоге
| Глумац                  | Улога            |
| ----------------------- | ---------------- |
| Славко Штимац           | Добрица          |
| Хана Селимовић          | Марина           |
| Мирјана Јоковић         | Емануела         |
| Богдан Диклић           | Берић            |
| Хелена Јаковљевић       | Ана              |
| Рената Улмански         | Олга             |
| Рада Ђуричин            | Мила             |
| Миодраг Радовановић     | Никола           |
| Сергеј Трифуновић       | Мирко            |
| Марко Баћовић           | Живковић         |
| Бојан Димитријевић      | Раде             |
| Милан Михаиловић        | Леополд          |
| Гордана Ђурђевић-Димић  | Судија           |
| Бранислав Лечић         | Управник затвора |
| Владислава Милосављевић | Директорка школе |
| Небојша Дугалић         | Наратор          |